# ATC code N01
ATC code N01 بیهوش‌کننده‌ها زیرگروهی درمانی از سیستم طبقه‌بندی شیمیایی درمانی آناتومیک است. این سیستمِ متشکل از کدهای حرفی‌عددی را سازمان جهانی بهداشت برای طبقه‌بندی داروها و سایر تولیدات پزشکی ایجاد کرده است. زیرگروه N01 جزوی از گروه آناتومیک N دستگاه اعصاب است.

کدهای مورد استفاده در دامپزشکی (کدهای ATCvet) را می‌توان با گذاشتن حرف Q جلو کدهای انسانی ATC ایجاد کرد: مثلاً QN01. کدهای ATCvet که فاقد کدهای انسانی متناظر ATC هستند، در فهرست ذیل با حرف آغازین Q ذکر شده‌اند.
ممکن است نسخه‌های ملی از طبقه‌بندی ATC حاوی کدهای اضافه‌ای باشند که در این فهرست (نسخهٔ سازمان جهانی بهداشت) نیامده باشند.

## N01Aبیهوش‌کننده‌ها، عمومی

### N01AAاترs
N01AA01 دی‌اتیل اتر
N01AA02 Vinyl ether

### N01ABهالوژن‌دار کردنdهیدروکربنs
N01AB01 هالوتان
N01AB02 کلروفرم
N01AB04 انفلوران
N01AB05 تری‌کلرواتیلن
N01AB06 ایزوفلوران
N01AB07 Desflurane
N01AB08 سووفلوران

### N01AFباربیتوراتs, plain
N01AF01 Methohexital
N01AF02 Hexobarbital
N01AF03 تیوپنتال سدیم
QN01AF90 Thiamylal

### N01AG Barbiturates in combination with other drugs
N01AG01 Narcobarbital

### N01AH بیهوش‌کننده‌هایمشتقات تریاک
N01AH01 فنتانیل
N01AH02 آلفنتانیل
N01AH03 سوفنتانیل
N01AH04 Phenoperidine
N01AH05 Anileridine
N01AH06 رمی فنتانیل
N01AH51 Fentanyl, combinations

### N01AX سایر بیهوش‌کننده‌های عمومی
N01AX03 کتامین
N01AX04 پروپانیدید
N01AX05 Alfaxalone
N01AX07 اتومیدیت
N01AX10 پروپوفول
N01AX11 Sodium oxybate
N01AX13 دی نیتروژن مونوکسید
N01AX14 Esketamine
N01AX15 زنون
N01AX63 Nitrous oxide, combinations
QN01AX91 Azaperone
QN01AX92 بنزوکائین
QN01AX93 Tricaine mesilate
QN01AX94 ایزواوژنول
QN01AX99 Other general anesthetics, combinations

## N01B Anesthetics, local

### N01BAاستر (شیمی)s ofaminobenzoic acid
N01BA01 متابوتتامین
N01BA02 Procaine
N01BA03 تتراکائین
N01BA04 Chloroprocaine
N01BA05 بنزوکائین
N01BA52 Procaine, combinations

### N01BBآمیدها
N01BB01 Bupivacaine
N01BB02 لیدوکائین
N01BB03 Mepivacaine
N01BB04 پریلوکائین
N01BB05 بوتانیلیکائین
N01BB06 Cinchocaine
N01BB07 Etidocaine
N01BB08 Articaine
N01BB09 Ropivacaine
N01BB10 Levobupivacaine
N01BB20 Combinations
N01BB51 Bupivacaine, combinations
N01BB52 Lidocaine, combinations
N01BB53 Mepivacaine, combinations
N01BB54 Prilocaine, combinations
N01BB57 Etidocaine, combinations
N01BB58 Articaine, combinations

### N01BC Esters ofبنزوئیک اسید
N01BC01 کوکائین

### N01BX Other local anesthetics
N01BX01 کلرواتان
N01BX02 Dyclonine
N01BX03 فنول
N01BX04 کپسایسین